# Australaves
Australaves è un clado di uccelli definito verso la fine del ventesimo secolo e l'inizio del ventunesimo, costituito dagli Eufalconimorphae (passeriformi, pappagalli e falchi) e dai Cariamiformes (che comprende i seriema e gli estinti "uccelli del terrore"). Sembrano essere il gruppo gemello di Afroaves. Come nel caso di Afroaves, i clade più primitivi presentano membri esistenti carnivori, suggerendo che il loro ultimo antenato in comune fosse un carnivoro; tuttavia, alcuni ricercatori, come Darren Naish, sono scettici su questa valutazione, dal momento che alcuni rappresentanti estinti del gruppo, come il cariamiforme erbivoro Strigogyps, conducevano altri stili di vita. Tuttavia, i pappagalli e i falchi più primitivi erano vagamente simili a corvi ed erano probabilmente onnivori.
|                  | Falconiformes (falchi)                                                                  |
|                  |                                                                                         |
| Psittacopasserae | \| \| Psittaciformes (pappagalli) \| \| \| \| \| \| Passeriformes (passeri) \| \| \| \| |
|                  | \| \| Psittaciformes (pappagalli) \| \| \| \| \| \| Passeriformes (passeri) \| \| \| \| |
|                  | Psittaciformes (pappagalli)                                                             |
|                  |                                                                                         |
|                  | Passeriformes (passeri)                                                                 |
|                  |                                                                                         |

|  | Psittaciformes (pappagalli) |
|  |                             |
|  | Passeriformes (passeri)     |
|  |                             |

|                  | Falconiformes (falchi)                                                                  |
|                  |                                                                                         |
| Psittacopasserae | \| \| Psittaciformes (pappagalli) \| \| \| \| \| \| Passeriformes (passeri) \| \| \| \| |
|                  | \| \| Psittaciformes (pappagalli) \| \| \| \| \| \| Passeriformes (passeri) \| \| \| \| |
|                  | Psittaciformes (pappagalli)                                                             |
|                  |                                                                                         |
|                  | Passeriformes (passeri)                                                                 |
|                  |                                                                                         |

|  | Psittaciformes (pappagalli) |
|  |                             |
|  | Passeriformes (passeri)     |
|  |                             |

Cladogramma sulle relazioni di Australaves basato sugli studi di Prum, R.O. et al. (2015).